# ジンセノサイド

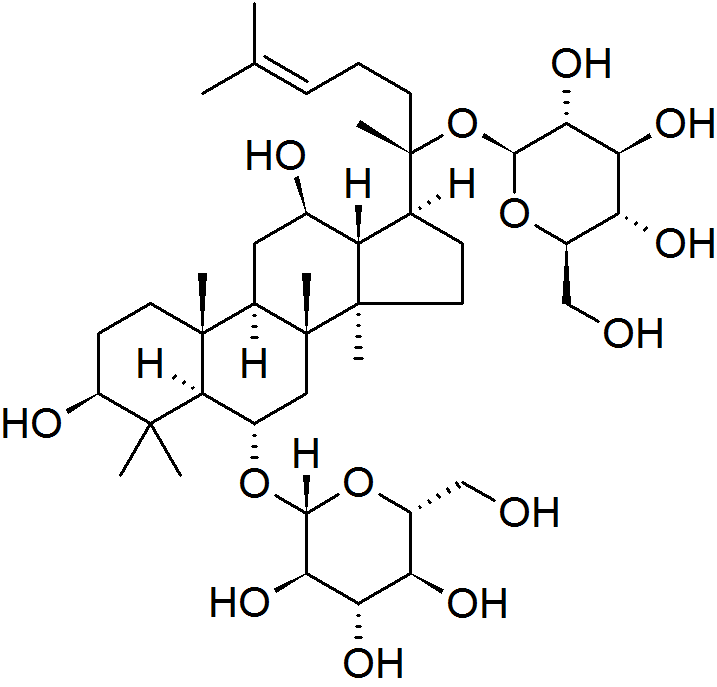
ダンマランに分類されるジンセノサイドRg1の化学構造

ジンセノサイド(Ginsenosides)またはギンセノシド(Dammarane)は、天然のステロイド配糖体でトリテルペンのサポニンである。伝統医学に用いられてきた長い歴史を持つトチバニンジン属(Panax, ginseng)にほぼ排他的に含まれる。単離されたものは、軽微で特徴付けの難しい広範な生理活性を示す。パナクソシド(Panaxoside)とも呼ばれる。
ジンセノサイドは、植物の様々な部位から単離されるが、主に根から得られ、カラムクロマトグラフィーで精製される。植物の種類により、ジンセノサイドの組成はかなり異なる。オタネニンジンは、漢方薬として伝統的に用いられてきたため最も研究が進んでいるが、アメリカニンジンやトチバニンジンは各々特有のジンセノサイドを含む。生育環境によっても含量等はかなり異なる。

## 分類
ジンセノサイドは、薄層クロマトグラフィーの保持係数に応じて、各々命名される。また、アグリコンの炭素骨格により、既知のジンセノサイドの大部分を含むダンマランと、オレアナンの2つに大きく分けられ、ダンマランはさらに、プロトパナキサジオールとプロトパナキサトリオールの2つの大きなグループと、その他、オコチロール型のシュードジンセノサイドF11やその誘導体 に分けられる。

## 化学構造
既知のジンセノサイドの大部分は四環式のステロイド様構造を持つダンマランに分類される。各々のジンセノサイドは、3番及び20番炭素、又は3番、6番及び20番炭素で、少なくとも2つか3つのヒドロキシル基と結合している。糖部分は、プロトパナキサジオールでは炭素骨格の3位に、プロトパナキサトリオールでは6位に結合する。良く知られたプロトパナキサジオールには、Rb1、Rb2、Rg3、Rh2及びRh3、よく知られたプロトパナキサトリオールには、Rg1、Rg2及びRh1がある。オレアナンは五環式で、5つの炭素原子を環状に含む骨格を持つ。

## 生合成
ジンセノサイドの生合成経路は完全には解明されていないが、ステロイドとしては、イソプレンユニットの合成経路に由来する。提案された経路では、スクアレンエポキシダーゼによりスクアレンを2,3-オキシドスクアレンに変換し、ここから、ダンマランジオールシンターゼの作用でダンマランが、β-アミリンシンターゼの作用でオレアナンが、シクロアルテノールシンターゼの作用でフィトステロールが合成できる。
また提案された経路では、スクアレンは、2分子のファルネシル二リン酸から合成される。ファルネシル二リン酸1分子は、2分子のジメチルアリル二リン酸と2分子のイソペンテニル二リン酸から合成される。イソペンテニル二リン酸は、細胞質基質でのメバロン酸経路と色素体での非メバロン酸経路により合成される。
ジンセノサイドは、抗菌性と抗細菌性を持つことが見いだされており、恐らく植食性に対する植物防御のメカニズムに関与している。食べると苦味を感じ、昆虫やその他の動物が食べることを回避するのに役立っている。

## 代謝
トチバニンジン属は、サプリメントとして経口摂取され、その成分のジンセノサイドは腸内細菌により分解される。例えば、ジンセノサイドRb1やRb2は、ヒトの腸内細菌により、コンパウンドKに代謝され、20-b-O-グルコピラノシル-20(S)-プロトパナクサジオール、20(S)-プロトパナクサジオールに変換される。この過程は、個人の腸内細菌叢によりかなり差異があることが知られており、体感効果にも影響を与える可能性がある。またコンパウンドKのようなジンセノサイドの代謝物質が生理活性を持つ物質になることもある。

## 生理活性
ジンセノサイドの生理活性の研究の大部分は、培養細胞やモデル動物を用いて行われているため、ヒトに対する妥当性については未解明である。主にネズミにおいて、循環器系、中枢神経系、免疫系に対する作用が報告されている。細胞増殖抑制の効果も報告されている。
多くの研究で、ジンセノサイドが抗酸化作用を持つことが示されている。体内の抗酸化酵素を増やし、フリーラジカルの捕捉剤として作用することが観測されている。Rg3とRh2は、細胞モデルにおいて様々ながん細胞の成長を阻害する効果が観測されているが、モデル動物を用いた研究では、神経防護効果を持つため、アルツハイマー病やパーキンソン病等の神経変性疾患の治療に有効であることが示されている。
ステロイドホルモンとの類似性から、ジンセノサイドの生理活性の作用機序について、2つのメカニズムが提案されている。両親媒性分子であり、細胞膜と相互作用してその性質を変化させる。ステロイドホルモン受容体のパーシャルアゴニストを示すものもある。これらのメカニズムがどのようにして、報告されているような生理活性を生み出しているのかは分かっていない。
代謝されてしまううえ、腸管での吸収が行われにくいため、バイオアベイラビリティは低い。